# Open Quimper Bretagne Occidentale 2014
L'Open Quimper Bretagne Occidentale 2014 è stato un torneo di tennis facente parte della categoria ATP Challenger Tour nell'ambito dell'ATP Challenger Tour 2014. È stata la 4ª edizione del torneo che si è giocato a Quimper in Francia dal 10 al 16 febbraio 2014 su campi in cemento indoor e aveva un montepremi di 42 500 €+H.

## Partecipanti singolare

### Teste di serie
| Nazionalità | Giocatore             | Ranking* | Testa di serie |
| ----------- | --------------------- | -------- | -------------- |
| Romania     | Adrian Ungur          | 122      | 1              |
| Francia     | Marc Gicquel          | 127      | 2              |
| Romania     | Marius Copil          | 132      | 3              |
| Slovacchia  | Andrej Martin         | 134      | 4              |
| Francia     | Guillaume Rufin       | 144      | 5              |
| Regno Unito | James Ward            | 156      | 6              |
| Francia     | Pierre-Hugues Herbert | 160      | 7              |
| Slovacchia  | Norbert Gombos        | 191      | 8              |

- Ranking al 3 febbraio 2014.

### Altri partecipanti
Giocatori che hanno ricevuto una wild card:
- Jonathan Eysseric
- Quentin Halys
- Gilles Müller
- Josselin Ouanna

Giocatori che sono passati dalle qualificazioni:
- Mathieu Rodrigues
- Jules Marie
- Rudy Coco
- Gleb Sakharov

## Vincitori

### Singolare
Pierre-Hugues Herbert ha battuto in finale  Vincent Millot con il punteggio di 7–6(7–5), 6–3

### Doppio
Pierre-Hugues Herbert /  Albano Olivetti hanno battuto in finale  Toni Androić /  Nikola Mektić con il punteggio di 6–4, 6–3